# Sideral
Sideral a fost o formație rock românească, fondată în 1964 la București și desființată în 1969.

## Istoric

### Unii dintre membri
Membri (printre alții): Liviu Tudan (bas), Vlad Gabrielescu (chitară), Ștefan Mihăescu (baterie), Mugur Winkler (chitară), Mircea Drăgan (orgă), Andrei Ignat (orgă), Adrian Ivanițchi.

### Activitate
Formația Sideral Modal Quartet a fost o prelungire a Sideralului. Au plecat, pe baza unui contract, să cânte la clubul Crazy Horse din cartierul Sankt Pauli din Hamburg în ianuarie 1970, și nu s-au mai întors în România. Membrii de atunci erau Șerban Ciurea - chitară bas, Mugur Winkler - chitară solo, Andrei Ignat - orgă și Costin Dobrin - baterie.

### Arhiva Televiziunii Române (TVR)
În arhiva Televiziunii Române s-au păstat aproximativ 40 de minute de filmare cu Sideral din perioada anilor 1967 - 1969, prezentate atunci în cadrul unor emisiuni celebre în epocă, așa cum erau Revelion 1968, Timpul chitarelor reci..., Arenele Romane. 
La festivalul Clubului A, din 1969 Sideral Modal Quartet a primit premiul de virtuozitate instrumentală și Mugur Winkler premiul pentru cel mai bun chitarist din România. La concertul de gala de la Sala Palatului au participat cele 4 formații finaliste, Mondial, Phoenix, Sideral Modal Quartet și Rosu și Negru. Concertul de gală a fost imprimat de TVR, dar transmisia de la începutul lunii ianuarie 1970 a fost intreruptă după doar 5 minute, întrucât Mondial cânta melodii Jimi Hendrix. Inregistrarea a fost ștearsă ulterior (sau, cel puțin, așa s-a știut), motivul fiind lipsa de benzi la TVR.

### Vei pleca din norul meu
În imaginea explicativă a a înregistrării YouTube Vei pleca din norul meu (Flacăra 1969-11-12, foto Eugen Jarovici) se pot vedea: Andrei Ignat (orgă), jos lângă note, Mugur Winkler în spatele chitarei, Costin Dobrin (tobe), în spatele orgii, Serban Ciurea (bas, vocal) lângă bas. 

## Repertoriu

### Piese proprii
- Lacul (1966)
- Archaeopterix
- Somnoroase păsărele
- De-aseară latră
- Ești a mea (1969)
- Ia-ți umbrela (Vei pleca din norul meu)
- Noaptea de dragoste
- Cântec pentru tine (1969)
- Uvertura (1968)

### Preluări/cover-uri
- Satisfaction (preluare Rolling Stones)
- Veniți cu noi să dăm în cîine cu un pietroi (preluare Rolling Stones - Walking the dog)
- Și am iubit
- Mai stai o clipă (preluare Equals - Hold me closer)